# خوآن
خوآن (Juan) یک نام کوچک است که تغییریافتهٔ جان (John) در زبانهای اسپانیایی و زبان مانکس است؛ خوآن ممکن است به یکی از موارد زیر اشاره داشته باشد:
- خوان آلمیدا
- خوآن کارلوس اول اسپانیا
- خوآن کارلوس اونتی
- خوآن پرون
- خوآن گابریل
- خوان گری
- خوان ایگناسیو سیراک ساستوراین
- ژوان ژسوس
- خوآن رامون خیمنس
- خوان مانوئل فانخیو
- خوان مانوئل سانتوس
- خوآن مارتین دل پوترو
- خوان ماتا
- خوان پونسه د لئون
- خوان رومان ریکلمه
- خوآن رولفو
- خوان سباستین الکانو
- خوان سباستین ورون
- خوان سیلویرا دوس سانتوس
- یوهان صلیبی
- خوان پابلو مونتویا